# Антипенко, Иван Яковлевич
Иван Яковлевич Антипенко (укр. Іван Якович Антипенко; псевдонимы: Анатоль Гак, Антоша Ко, Мартин Задека; 20 июня 1893 — 4 декабря 1980, Филадельфия, США) — украинский драматург, прозаик, фельетонист, журналист. Он был членом литературной организации «Плуг» и Объединения украинских писателей «Слово».

## Биография
Родился 20 июня 1893 года в крестьянской семье на хуторе Запарчив поблизости Гуляйполя на Запорожье. Получил образование в 1-й Гуляйпольской министерской народной школе. Ещё в детстве проявил интерес к украинской литературе. Украинские книги он брал у поэта Грицька Кернеренка (настоящая фамилия — Кернер), члена богатой еврейской семьи. Кернеренко дал Ивану адрес книжного магазина «Украинская старина», откуда он потом заказывал для себя украинскую литературу. Первое стихотворение «Про правду і кривду» было опубликовано в 1909 году в газете «Рада». Продолжил образование в Каменской средней сельскохозяйственной школе на Дону, которую окончил в 1913 году.
Был в контакте с революционным подпольем. В 1913 году в его доме на родном хуторе произошел обыск, в результате которого он был арестован. В 1913 году он был заключен в тюрьму за подпольную деятельность. Наказание отбывал в тюрьме в Екатеринославе (ныне — Днепр). Был освобожден через 10 месяцев.
Во время Первой мировой войны был мобилизован и направлен в военное училище офицеров (подпоручиков). Окончил училище подпоручиков. Воевал в Первой мировой войне в составе российской армии. В течение войны побывал на четырёх фронтах: Кавказском, Юго-Западном, Северном и Румынском. Был подпоручиком 3-й Кавказской дивизии. Февральскую революцию 1917 года встретил на Румынском фронте. Революцию воспринял с энтузиазмом, так как в царские времена трое членов его семьи арестовывались как «неблагонадежные». Благодаря своему энтузиазму был избран солдатами в Армейский Комитет. В начале мая 1917 года прибыл из фронта в Болград, где располагался штаб 6-й армии. В Армейском Комитете было всего трое украинцев: сам Антипенко, телеграфист-механик Бутенко и военный служащий (по профессии журналист) Дмитрий Ивашина. Летом 1917 года участвовал на фронтовом съезде украинцев в Яссах, где познакомился с Виктором Писначевским. В Болграде познакомился с Николаем Михновским, который читал лекции по украиноведению и организовал украинскую ярмарку. В Болграде Антипенко выступал с речами на многочисленных митингах. Вместе с Дмитрием Ивашиной работал в газете «Воин-гражданин».
Октябрьскую революцию и приход румын встретил в Болграде. В апреле 1918 года покинул Болград. Вместе с Дмитрием Ивашиной прибыл в Одессу, где узнал, что в Киеве избрали Павла Скоропадского гетманом. В Одессе Антипенко и Ивашина выпустили несколько номеров юмористической «Газеты-ракеты», в которой Антипенко публиковал свои фельетоны под псевдонимом Добродий Оса. Антипенко и Ивашина также работали в газете «Новая Украина», куда их взяли по рекомендации Писначевского. После отъезда Ивашины в Киев писал фельетоны для журнала «Наше село», выпускавшегося Одесским отделением Крестьянского Союза. В одесский период жизни в книжном магазине Виталия Боровика познакомился с писателем и поэтом Дмитрием Бузько, который был расстрелян в 1937 году. Также на литературном вечере познакомился с украинским писателем и общественным деятелем Юрием Липой. Кроме того, познакомился с украинским писателем и политиком Иваном Липой, политиком и историком Иваном Луценко, поддружился с писателем Михаилом Яловым. В Одессе был избран делегатом на съезд Украинского Национального Союза от Одессы и с мандатом на представительство отправился в Киев.
В Киев попал во время восстания против гетмана Скоропадского. В Киеве писал фельетоны для газеты «Трибуна», руководителем литературного отдела которой был Александр Олесь, а театрального — Николай Вороной. Работал в «Трибуне» до февраля 1919 года, когда УНР была вынуждена покинуть Киев под натиском большевиков. Под властью большевиков работал в журнале «Громада». В августе 1919 года был вынужден покинуть Киев, так как город оказался под властью деникинцев. Вместе с писателем Олексой Вараввой отправился в Канев. Осенью 1919 года вернулся в Киев, поступил в Киевский институт народного образования. В январе 1920 года продолжил обучение и начал работать вечерним корректором в газете «Вісті». В этот период написал пьесу «Студенты» (1922 г.), которую поставили в театре им. Заньковецкой, находившемся в Киеве. Главную женскую роль в спектакле по пьесе исполнила Варвара Любарт.
Летом 1924 года переезжает в Харьков по настоянию Сергея Пилипенко. Становится членом литературного объединения «Плуг», Украинского общества драматургов и композиторов, созданного в 1932 году. В те же годы работает в редакции издания «Селянська правда». Участвовал в выпуске журнала «Селянка України». Во время Второй мировой войны остается в оккупированном Харькове, в 1941—1943 годах работал фельетонистом в газете «Нова Україна».
В 1943 году он сначала уехал в Полтаву, затем — на Западную Украину, позже эмигрировал в Германию. Осел в Ной-Ульме, работал в редакции еженедельника «Українські вісті» языковым редактором и фельетонистом. Публиковался в изданиях «Український Прометей», «Нові Дні» и альманахе «Слово». После войны эмигрировал в США (1949), работал рабочим в Филадельфии. Умер 4 декабря 1980 года в Филадельфии, штат Пенсильвания, США.
Похоронен на украинском православном кладбище Святого Андрея в Саут-Баунд-Бруке.

## Творчество

### Пьесы
- «Студенты» (укр. — «Студенти»)(1922) — была поставлена в театре имени Заньковецкой в Киеве. Позже пьеса была опубликована и поставлена в других украинских театрах.
- «Человек в очках» (укр. — «Людина в окулярах») (1922) — сначала пьесу запретили после закрытого показа в Киеве, на котором присутствовали, в частности, Курбас, Саксаганский, Рыльский, Тычина, Грудина и Васильченко. Позже, в 1924 году, Иван Кулик написал положительную рецензию на пьесу, и Главрепертком разрешил показ этой пьесы.
- «Тиль Уленшпигель» (укр. — «Тіль Уленшпіґель») (1925) — была запрещена цензурой. По воспоминаниям Антипенко, «… в Харькове нашелся партийный рецензент (какой-то цабе из Обкома партии), который, рецензируя мою пьесу для Главреперткома, назвал Тиля Уленшпигеля „буржуазным героем“. Этого было достаточно, чтобы Главрепертком наложил на пьесу свой запрет.»[2]
- «Семейство Пацюков» (укр. — «Родина Пацюків») (1927) — была поставлена в Одесском, Николаевском и других украинских театрах.
- «Мобилизованные звезды» (укр. — «Мобілізовані зорі») (1934) — сначала Главрепертком одобрил пьесу для показа, и она должна была быть опубликована. Однако позже Антипенко был уведомлен, что его пьеса была «снята с производства».
- «Работница Юля» (укр. — «Робітниця Юля») — была поставлена в Одесском, Николаевском и других украинских театрах. Пьеса была опубликована в журнале «Сільський театр».[3]
- «Наследники миссис Пилипсон» (укр. — «Спадкоємці місіс Пилипсон») (1978).

### Юмористические произведения
- «Лопанские раки» (укр. — «Лопанські раки») (1926).
- «Радиоинвалиды» (укр.— «Радіоінваліди») (1927).
- «Свинное сальдо» (укр.— «Свиняче сальдо») (1927).
- «Борода главбуха» (укр. —"Головбухова борода") (1927).
- «Роман с партийщецой» (укр.— «Роман з партійкою») (1928).
- «Полотняные звоны» (укр.— «Полотняні дзвони») (1929).
- «Тридцать юморесок» (укр.—"Тридцять гуморесок") (1930).

### Романы
- «Напряжение молодости» (укр. — «Молода напруга») (1933) — выпущен издательством «Рух» в Харькове.
- «Золотые ворота» (укр. — «Золоті Ворота») (1941) — опубликован только в виде фрагмента под названием «Представитель ревкома» (укр. — «Представник ревкому»).

### Мемуары
- «От Гуляйполя до Нью-Йорка. Воспоминания» (укр.— Від Гуляй-Поля до Нью-Йорку. Спогади.) (1973)

## Политические взгляды

### Отношение к правительству Павла Скоропадского
Негативно относился к правительству Павла Скоропадского. В своих воспоминаниях о приезде в Одессу в апреле 1918 года отмечает, что «… услышали неприятную для нас новость: в Киеве произошёл переворот. Съехавшись из всех губерний в Киев на свой съезд промышленники, помещики и сельские богачи — избрали генерала Скоропадского гетманом Украины. Немецкая военная помощь помогла им устранить Центральную Раду от власти. Эта новость очень нас опечалила. Особенно мы возмущались поведением немцев: пусти, говорят, свинью под стол, а она и на стол. Так поступили и немцы на Украине.»
В одесском периоде своего творчества высмеивал тех, кто поддерживал Скоропадского. В своих воспоминаниях он пишет: «Но больше всего от меня перепадало русско-малороссийским промышленникам, финансистам и помещикам, которые, образовав Союз под названием ПРОТОФИС, со всех сторон давили на гетмана Скоропадского, чтобы он не углублялся в иллюзорную самостоятельность Украины, которая есть, мол, временным явлением.»
В ноябре 1918 года на фоне слухов о том, что Скоропадский собирается объявить о федерации Украины и России, выступил в украинском клубе в Одессе с речью, в которой призвал Украинский Национальный Союз, в случае такого объявления, немедленно сформировать временное правительство Украины и отметил, что это правительство должно объявить гетмана Скоропадского вне закона.